# 1889年ベンジャミン・ハリソン大統領就任式
第23代アメリカ合衆国大統領としてのベンジャミン・ハリソンの就任式は、1889年3月4日月曜日にワシントンD.C.のアメリカ合衆国議会議事堂のイーストポルティコで行われた。これは26回目となる大統領就任式であり、大統領としてのハリソンと副大統領としてのリーヴァイ・P・モートンの唯一の任期の始まりとなった。就任宣誓は最高裁判所長官のメルヴィル・フラーが執り行った。
ハリソンの身長は5 ft 6 in (1.68 m)であり、最も低身長の大統領のジェームズ・マディソンよりわずかに高いだけであったが、体重はずっと重かった。また完全なヒゲをたくわえた史上4人目かつ（2025年7月5日時点で）最後の大統領であった。就任式は雨の中で行われ、退任するグロバー・クリーブランドが宣誓中のハリソンの頭上に傘をさした。
彼の演説は短く、史上最長である祖父のウィリアム・ハリソンの演説の半分の長さであった。演説の中でベンジャミン・ハリソンは国の成長は教育と宗教の影響によるものであるとし、綿花の州や鉱業地域がアメリカ合衆国東部のような工業比率を達成するように促し、保護関税を約束した。商業に関して彼は「もしも我々の大企業がその法的責務や業務をもっと注意深く守るならば、権利が制限されたり活動が妨げられたりしても文句を言う必要はなくなるだろう」と述べた。ハリソンはまた準州の早期の州化と退役軍人の年金を提唱し、熱烈な拍手が送られた。外交問題に関してはモンロー主義を外交政策の柱として再確認し、一方で海軍の近代化と商船部隊の創設を促した。そして彼は外国政府への不干渉を通じた国際平和への決意を表明した。
就任舞踏会は年金会館で開催されて多くの人々が参加し
ジョン・フィリップ・スーザの海兵隊軍楽隊が演奏した。ホワイトハウスに移った後にハリソンは「大統領執務室と私室の間にはドアしかなく、鍵も決してかかっていない。住居とは離れすぎていない、完全な別の場所に事務用の建物が必要だ。公務に携わる他の人々には寝室と机の間に屋根の無い空間があるのだ」と述べた。